# Epicauta languida
Epicauta languida es una especie de coleóptero de la familia Meloidae.

## Distribución geográfica
Habita en Baja California (Estados Unidos).